# Кастел Болоњезе
Кастел Болоњезе је насеље у Италији у округу Равена, региону Емилија-Ромања.
Према процени из 2011. у насељу је живело 7537 становника. Насеље се налази на надморској висини од 46 м.

## Становништво
| 1951. | 1961. | 1971. | 1981. | 1991. | 2001. | 2011. |
| ----- | ----- | ----- | ----- | ----- | ----- | ----- |
| 5.913 | 6.362 | 6.799 | 7.716 | 7.891 | 8.212 | 9.519 |